# 左翼党—自由区
左翼党—自由区（義大利語：Partito della Sinistra – Zona Franca，缩写为PdS）是圣马力诺的一个已不存在的民主社会主义政党，其意识形态和历史与意大利前政党民主左翼类似。
该党于2005年成立，起因是民主人士党与圣马力诺社会党合并为社会主义者和民主人士党时，一些成员决定不加入新党，而是与圣马力诺重建共产党组成“联合左翼”联盟。
在2006年圣马力诺大选中，联合左翼获得8.7%的选票，赢得大议会的5个席位，从那时起，作为联合左翼的一部分，该党参加了2006年—2008年的执政联盟，联盟成员还包括社会主义者和民主人士党以及人民联盟。后来，联合左翼与人民联盟之间关系紧张导致联盟解体。
在2008年圣马力诺大选中，联合左翼加入“改革和自由”选举联盟。“改革和自由”联盟获得45.78%的选票，赢得大议会60个席位中的25个；其中，联合左翼获得8.57%的选票，赢得5个席位。
2012年，受联盟良好的选举结果的鼓舞，该党与圣马力诺重建共产党决定合并，将联合左翼改组为一个单一政党。